# Liste der Kulturdenkmale in Strukdorf
In der Liste der Kulturdenkmale in Strukdorf sind alle Kulturdenkmale der schleswig-holsteinischen Gemeinde Strukdorf (Kreis Segeberg) aufgelistet (Stand: 10. März 2025).

## Legende
In den Spalten befinden sich folgende Informationen:
- Objekt-ID: die Nummer des Kulturdenkmales
- Lage: die Adresse des Kulturdenkmales und die geographischen Koordinaten. Kartenansicht, um Koordinaten zu setzen. In der Kartenansicht sind Kulturdenkmale ohne Koordinaten mit einem roten Marker dargestellt und können in der Karte gesetzt werden. Kulturdenkmale ohne Bild sind mit einem blauen Marker gekennzeichnet, Kulturdenkmale mit Bild mit einem grünen Marker.
- Offizielle Bezeichnung: Bezeichnung des Kulturdenkmales
- Beschreibung: die Beschreibung des Kulturdenkmales
- Bild: ein Bild des Kulturdenkmales

## Bauliche Anlagen
| Objekt-ID     | Lage                                         | Offizielle Bezeichnung | Beschreibung | Bild            |
| ------------- | -------------------------------------------- | ---------------------- | --- | --------------- |
| 22042         | Dorfstraße 16 (53° 55′ 15″ N, 10° 29′ 14″ O) | Wohnhaus               | Wohnhaus; nach 1882; zweigeschossiger Backsteinbau unter Walmdach mit Mittelrisalit und spätklassizistischer Bauzier, Wirtschaftsgebäude, Barockkartusche aus Traventhal - Begründung: geschichtlich, städtebaulich - Schutzumfang: Wohnhaus, Wirtschaftsgebäude, Barockkartusche aus Traventhal - Denkmaltyp: Bauliche Anlage | BW              |
| 4017 Wikidata | Dorfstraße 26 (53° 55′ 20″ N, 10° 28′ 58″ O) | Fachhallenkate         | Alteintragung (Aktualisierung vorgesehen) - Begründung: geschichtlich, städtebaulich - Schutzumfang: gesamtes Objekt - Denkmaltyp: Bauliche Anlage | Fotos hochladen |

## Quelle
- Liste der Kulturdenkmale in Schleswig-Holstein – Kreis Segeberg

- Karte mit allen Koordinaten:
- OSM |
- WikiMap